# 连体服

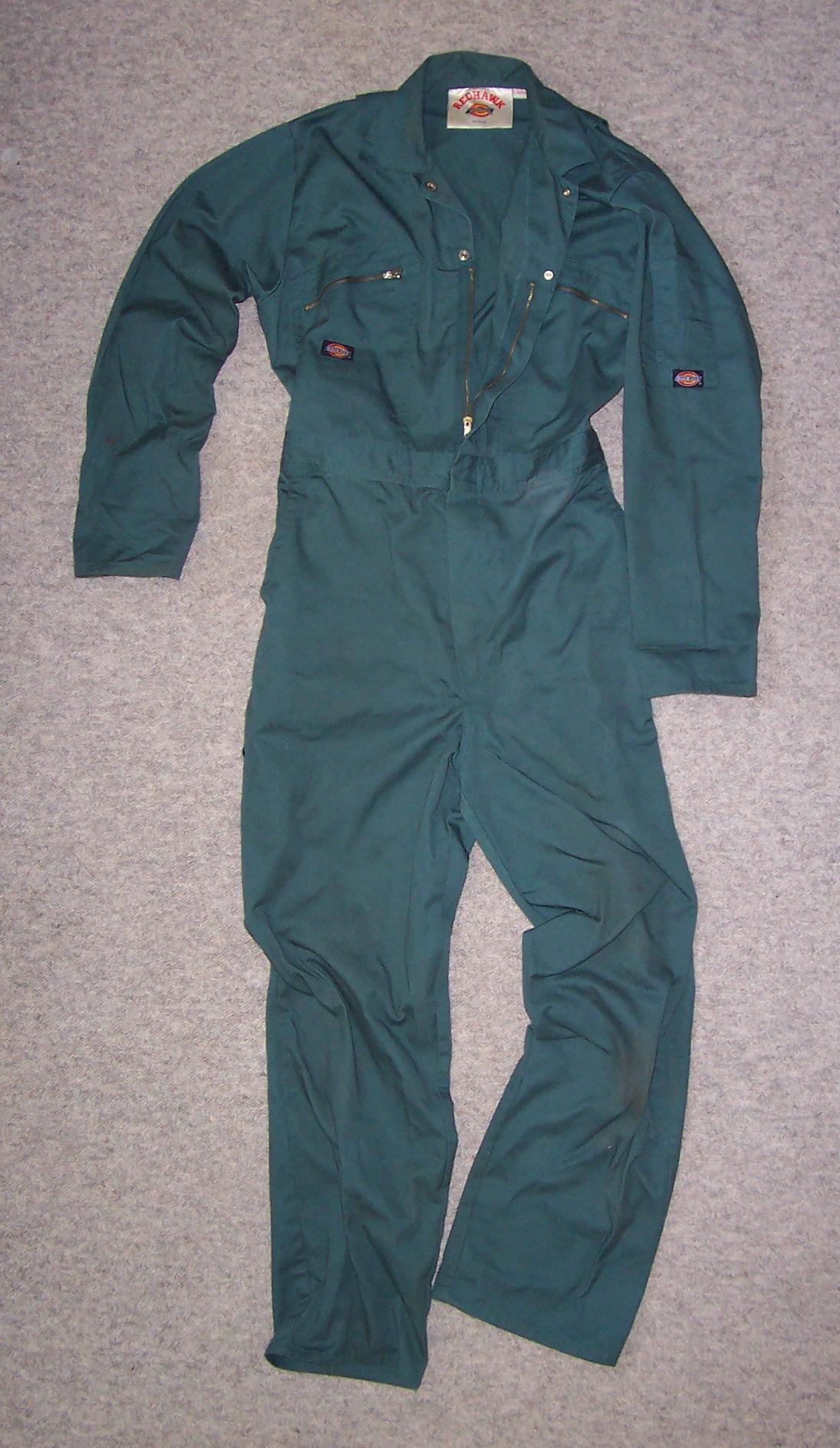
连体衣

连体服是一种上身（上衣）和下身（褲子）连在一起的較寬鬆的服装，而且穿上這種衣服後基本上只露出头部、手和脚。1970年代後期—21世紀初的特種空勤團在國內執行反恐任務時穿著的制服通常就是連體衣，其他特種部隊和警察戰術單位都曾經以連體衣作為工作服，但近年比較流行分體的戰鬥服和褲子。